# Cytilus mimicus
Cytilus mimicus är en skalbaggsart som beskrevs av Thomas Casey 1912. Cytilus mimicus ingår i släktet Cytilus och familjen kulbaggar. Inga underarter finns listade i Catalogue of Life.